# Walter Bodmer (Maler)

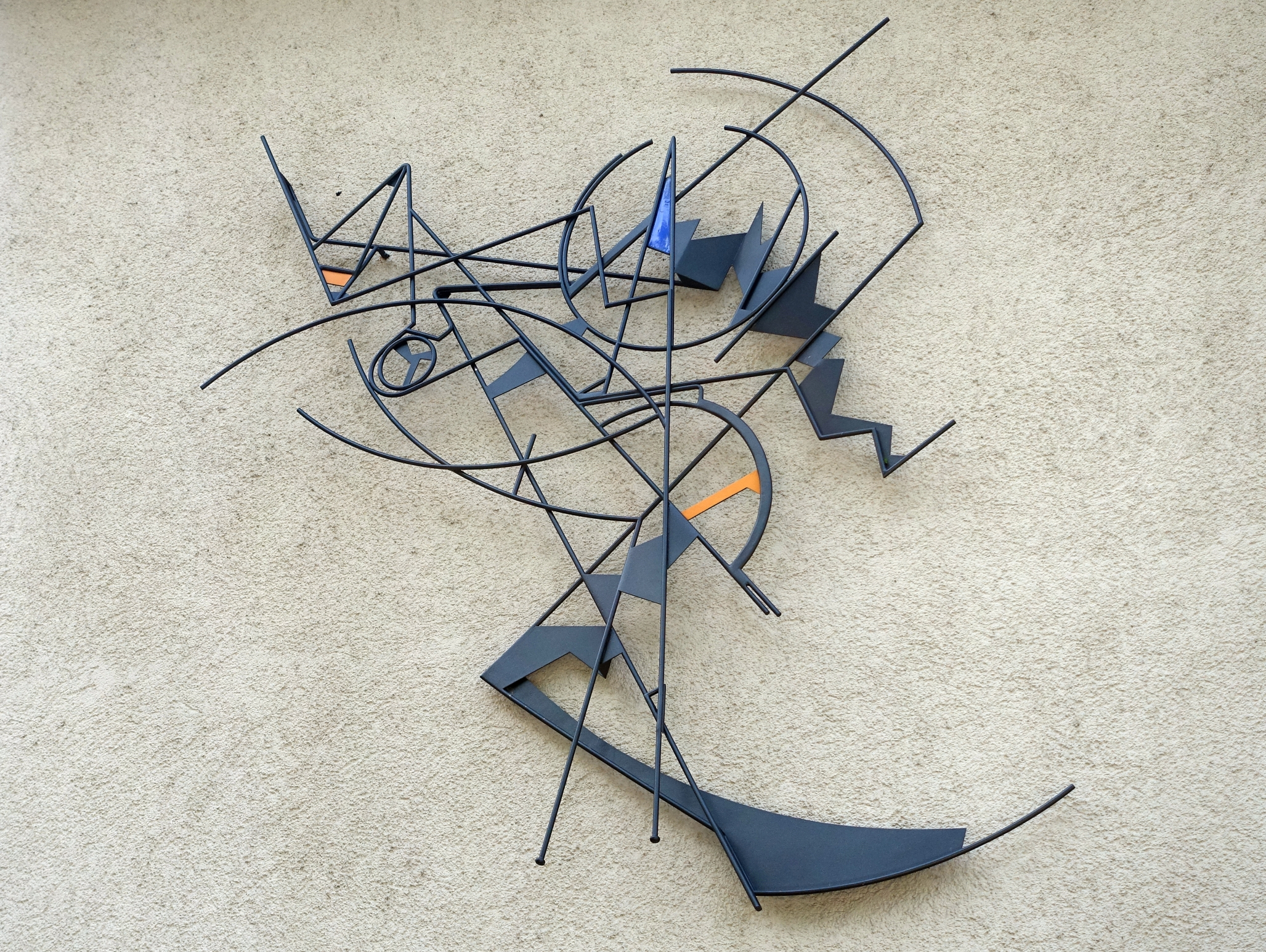
Metallrelief, 1961–1963, Bruderholz Schule

Walter Bodmer (* 12. August 1903 in Basel; † 3. Juni 1973 ebenda) war ein Schweizer Maler und Bildhauer und Kunstpädagoge.

## Leben und Wirken
Walter Bodmer studierte von 1919 bis 1923 an der Allgemeinen Gewerbeschule Basel den Ausbildungsgang Kunstmaler. Von 1927 bis 1928 bereiste er zusammen mit seinen Freunden Otto Abt und Walter Kurt Wiemken Paris und Collioure. In Collioure trafen sie sich mit anderen Künstlern, wie Serge Brignoni oder Jean Matisse.
1932 erhielt Bodmer vom deutschen Künstler Hein Heckroth eine Einführung in die Technik der Monotypie, die er anschliessend zur Abstrakten Malerei weiterentwickelte.
1933 war Bodmer zusammen mit Walter Kurt Wiemken und Otto Abt Mitinitiator der aus Protest gegen die konservativen Tendenzen in der Basler Sektion der Gesellschaft schweizerischer Maler, Bildhauer und Architekten (GSMBA) gegründeten antifaschistischen Gruppe 33.

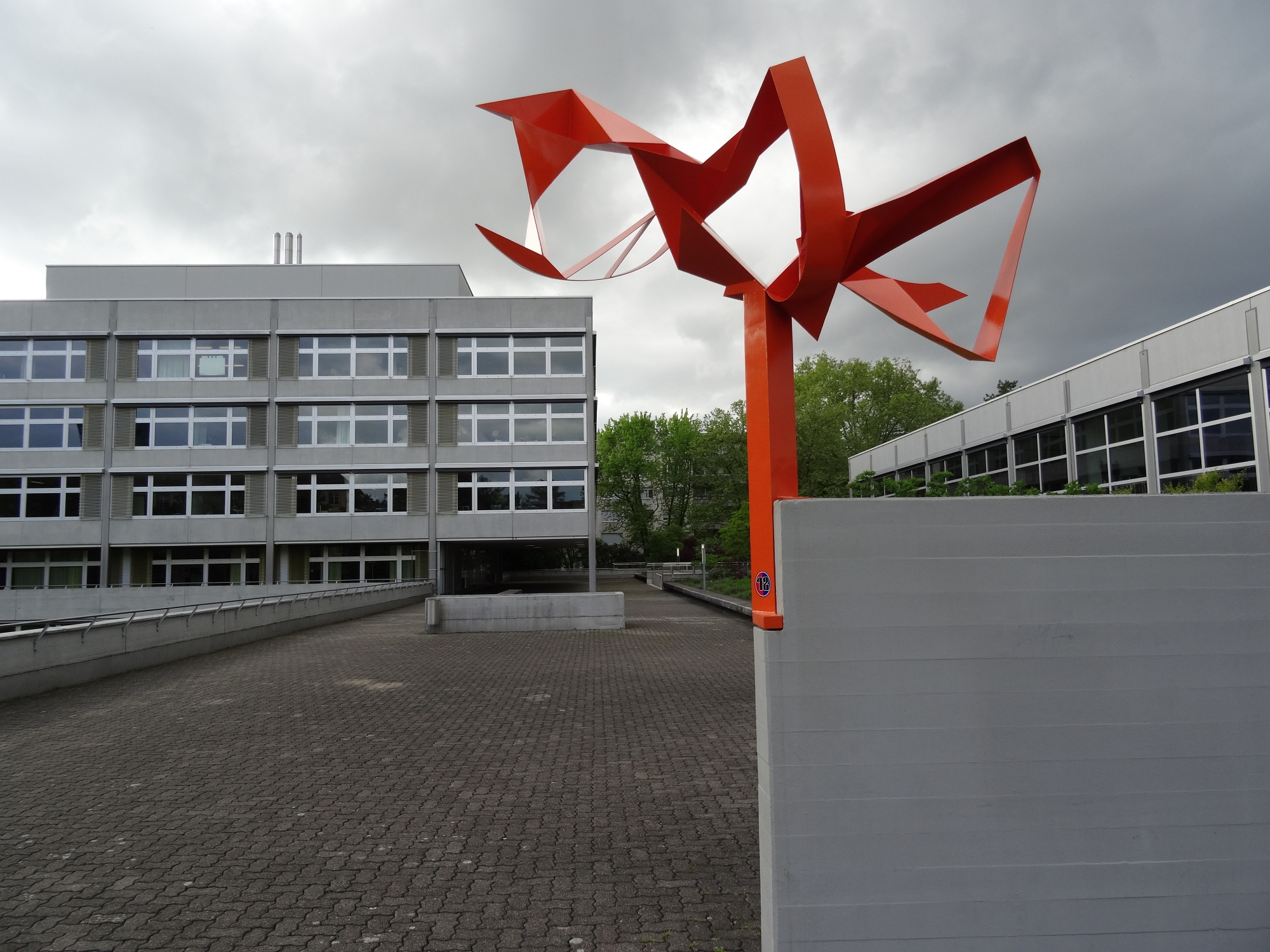
1966–1969, Freiplastik, Eisen bemalt. Höhe 230cm. St. Alban-Schulhaus, Basel

 Bodmer begann sich in dieser Zeit künstlerisch mit dem Kubismus auseinanderzusetzen und entwickelte eine eigene Bildsprache, die sich in Zeichnungen, Reliefs, Drahtbildern und Plastiken ausdrückte. Ab 1936 schuf er vor allem Drahtreliefs und Drahtplastiken.
1939 wurde Bodmer Lehrer an der Kunstgewerbeschule in Basel (heute: Schule für Gestaltung Basel) für Aktzeichnen, Kopfzeichnen und anatomisches Zeichnen.
Neben der Kunst war Bodmer auch Musiker. Er verdiente sich in den 1930er Jahren seinen Lebensunterhalt als Saxophonist und Schlagzeuger der Fred Manys Band. Diese war eine der ersten Schweizer Jazzbands.

## Ausstellungen
1932 hatte Bodmer seine erste Einzelausstellung in der Kunsthalle Basel. 1936 nahm er an der avantgardistischen Ausstellung Zeitprobleme in der Schweizer Malerei und Plastik im Kunsthaus Zürich teil. Einige seiner Werke gingen aus den Wettbewerben des Kunstkredits Basel-Stadt hervor. 1944 nahm Bodmer an der Ausstellung Konkrete Kunst in der Kunsthalle Basel teil. (zusammen mit Hans Arp, Max Bill, Wassily Kandinsky, Paul Klee, Leo Leuppi, Richard Paul Lohse, Piet Mondrian, Sophie Taeuber-Arp und Georges Vantongerloo). 1947 hatte er eine Ausstellung in der Berner Kunsthalle zusammen mit Leo Leuppi, Alexander Calder und Fernand Léger. In den 50er Jahren bekam Bodmers Kunst auch eine internationale Anerkennung: 1956 nahm er an der 28. Biennale di Venezia teil und erhielt im selben Jahr den nationalen Kunstpreis für die Schweiz von der Solomon R. Guggenheim Foundation. 1959 war Bodmer Teilnehmer der documenta II in Kassel, 1968 wurde er mit dem Kunstpreis der Stadt Basel ausgezeichnet. 2003 fand die grosse Retrospektive: 100. Geburtstag des Basler Künstlers Walter Bodmer – Pionier der Schweizer Abstrakten in Basel statt.